# Washfield
Washfield – wieś i civil parish w Anglii, w Devon, w dystrykcie Mid Devon. W 2011 civil parish liczyła 347 mieszkańców. Washfield jest wspomniana w Domesday Book (1086) jako Wasfelle/Wasfelte/Wasfella.